# Аутоэротическая ассимиляция
«Аутоэротическая ассимиляция» (англ. Auto Erotic Assimilation) — третий эпизод второго сезона американского мультсериала «Рик и Морти». Сценарий к эпизоду написал Райан Ридли, а режиссёром выступил Брайан Ньютон.
Название эпизода отсылает к аутоэротической асфиксии.
Премьера эпизода состоялась 9 августа 2015 года в блоке Adult Swim на Cartoon Network. Эпизод посмотрели около 1,9 миллиона зрителей во время выхода в эфир.

## Сюжет
Рик пытается ограбить повреждённый космический корабль вместе с Морти и Саммер. Они находят Юнити, коллективный разум и бывшую любовницу Рика. Она планирует в конечном итоге ассимилировать всю вселенную. Бета-7 — это мужской коллективный разум, влюблённый в Юнити, но та отвергает его. На планете, полностью ассимилированной Юнити, она и Рик вместе устраивают вечеринки, занимаются сексом, пьют и употребляют наркотики. В свете всего разгула она теряет контроль, и планета становится беспорядочной и заброшенной. Саммер считает ассимиляцию неэтичной, пока она и Морти не становятся свидетелями того, как некоторые жители после потери контроля над ними начинают расовую войну. В конце концов, Юнити решает оставить Рика ради собственного блага.
Между тем, Бет и Джерри, находят секретную подземную комнату с похожим на слизня монстром. У пары возникает спор, в котором Джерри обвиняет Рика, а Бет пытается защитить своего отца. Монстр вырывается из цепей и обвиняет Бет и Джерри в худших отношениях, которые он когда-либо видел. Расстроенная Бет сталкивается с явно расстроенным Риком, который пытается покончить жизнь самоубийством в гараже, но терпит неудачу.
В сцене после титров пьяный Рик пытается связаться с Юнити, но его блокирует Бета-7.

## Отзывы
Аласдер Уилкинс из The A.V. Club дал эпизоду оценку A-, заявив, что «это болезненная правда, с которой приходится сталкиваться, и она говорит о том, что в этом эпизоде нет катарсиса в конце, нет небольшого момента понимания между Риком и Морти, который может подсказать, что есть простые ответы на любой из этих вопросов». Джесси Шедин из IGN оценил эпизод на 9/10, заявив, что «Рик и Морти не боятся рискнуть выйти на тёмную, унылую территорию, даже несмотря на то, что по телевидению показывают одни из самых странных и увлекательных научно-фантастических комедий». Гита Джексон из Paste оценила эпизод на 9,3/10, заявив про сюжетную линию Бет и Джерри, что «хотя эта сюжетная линия начиналась для меня как тяжёлая работа и потребовала слишком много времени, чтобы раскрыть её тематическое отношение к остальной части эпизода, я оценила, что она подготовила меня к тому, что будет дальше».